# أسداس (مأرب)
اسداس هي إحدى قرى الجمهورية اليمنية. وهي تتبع جغرافيًا لمحافظة مأرب. وإداريًا ل مديرية رغوان. يبلغ تعداد سكانها 1344 نسمة حسب الإحصاء الذي أجري عام 2004.